# Élections législatives russes de 2016
Des élections législatives ont lieu en Russie le 18 septembre 2016 afin d'élire les 450 membres de la Douma d'État.

## Mode de scrutin
La Douma d'État est composée de 450 sièges pourvus pour cinq ans selon un mode de scrutin parallèle. Sur ce total, 225 sièges sont pourvus au scrutin uninominal majoritaire à un tour dans autant de circonscriptions. Les électeurs votent pour un candidat dans leur circonscription et le candidat arrivé en tête est déclaré élu.
Les 225 sièges restants sont pourvus au scrutin proportionnel plurinominal avec listes fermées et seuil électoral de 5 % dans une unique circonscription nationale. Après décomptes des voix, les sièges sont répartis entre tous les partis ayant franchi le seuil électoral selon la méthode du plus fort reste, en appliquant le quota de Hare. La répartition des sièges à la proportionnelle n'est pas faite de manière à compenser le décalage entre les parts des voix des électeurs et celles des sièges obtenus par l'autre moitié, mais s'additionne simplement à celle-ci, donnant au scrutin une forte tendance majoritaire,,.
Il s'agit des premières élections depuis une réforme entreprise en 2014 qui fait revenir le mode de scrutin à celui en vigueur lors des élections législatives de 2003, après deux élections organisées au scrutin proportionnel plurinominal intégral.

### Intentions de vote

Intentions de votes

## Campagne
| Parti | Parti                                       | Tête de liste       | Résultats en 2011           |
| ----- | ------------------------------------------- | ------------------- | --------------------------- |
|       | Russie unie                                 | Dmitri Medvedev     | 50,10 % des voix 238 sièges |
|       | Parti communiste de la fédération de Russie | Guennadi Ziouganov  | 19,50 % des voix 92 sièges  |
|       | Russie juste                                | Sergueï Mironov     | 13,46 % des voix 64 sièges  |
|       | Parti libéral-démocrate de Russie           | Vladimir Jirinovski | 11,86 % des voix 56 sièges  |
|       | Iabloko                                     | Grigori Iavlinski   | 3,49 % des voix aucun siège |
|       | Patriotes de Russie                         | Guennadi Semiguine  | 0,99 % des voix aucun siège |
|       | Parti de la croissance                      | Boris Titov         | 0,61 % des voix aucun siège |

## Résultats
|                           |                                                   |                 |                 |                 |                  |                  |                  |              |               |  |  |  |  |  |
| Parti                     | Parti                                             | Proportionnelle | Proportionnelle | Proportionnelle | Circonscriptions | Circonscriptions | Circonscriptions | Total sièges | +/-           |  |  |  |  |  |
| Parti                     | Parti                                             | Voix            | %               | Sièges          | Voix             | %                | Sièges           | Total sièges | +/-           |  |  |  |  |  |
|                           | Russie unie                                       | 28 527 828      | 54,20           | 140             | 25 162 770       | 48,42            | 203              | 343          | 105           |  |  |  |  |  |
|                           | Parti communiste de la fédération de Russie       | 7 019 752       | 13,34           | 35              | 6 492 145        | 12,93            | 7                | 42           | 50            |  |  |  |  |  |
|                           | Parti libéral-démocrate de Russie                 | 6 917 063       | 13,14           | 34              | 5 064 794        | 9,75             | 5                | 39           | 17            |  |  |  |  |  |
|                           | Russie juste                                      | 3 275 053       | 6,22            | 16              | 5 017 645        | 9,66             | 7                | 23           | 41            |  |  |  |  |  |
|                           | Communistes de Russie                             | 1 192 595       | 2,27            | 0               | 1 847 824        | 3,56             | 0                | 0            | en stagnation |  |  |  |  |  |
|                           | Iabloko                                           | 1 051 335       | 1,99            | 0               | 1 323 793        | 2,55             | 0                | 0            | en stagnation |  |  |  |  |  |
|                           | Parti russe des retraités pour la justice sociale | 910 848         | 1,73            | 0               |                  |                  |                  | 0            | en stagnation |  |  |  |  |  |
|                           | Rodina                                            | 792 226         | 1,51            | 0               | 1 241 642        | 2,39             | 1                | 1            | 1             |  |  |  |  |  |
|                           | Parti de la croissance                            | 679 030         | 1,29            | 0               | 1 171 259        | 2,25             | 0                | 0            | en stagnation |  |  |  |  |  |
|                           | Parti écologiste russe « Les Verts »              | 399 429         | 0,76            | 0               | 770 076          | 1,48             | 0                | 0            | en stagnation |  |  |  |  |  |
|                           | Parti de la liberté du peuple                     | 384 675         | 0,73            | 0               | 530 862          | 1,02             | 0                | 0            | en stagnation |  |  |  |  |  |
|                           | Patriotes de Russie                               | 310 015         | 0,59            | 0               | 704 197          | 1,36             | 0                | 0            | en stagnation |  |  |  |  |  |
|                           | Plateforme civique                                | 115 433         | 0,22            | 0               | 364 100          | 0,70             | 1                | 1            | 1             |  |  |  |  |  |
|                           | Pouvoir civil                                     | 73 971          | 0,14            | 0               | 79 922           | 0,15             | 0                | 0            | en stagnation |  |  |  |  |  |
|                           | Indépendants                                      |                 |                 |                 | 429 051          | 0,83             | 1                | 1            | 1             |  |  |  |  |  |
|                           |                                                   |                 |                 |                 |                  |                  |                  |              |               |  |  |  |  |  |
| Suffrages exprimés        | Suffrages exprimés                                | 51 649 253      | 98,13           |                 | 50 200 080       | 96,60            |                  |              |               |  |  |  |  |  |
| Votes blancs et invalides | Votes blancs et invalides                         | 982 596         | 1,87            | 1 767 725       | 3,40             |                  |                  |              |               |  |  |  |  |  |
| Total                     | Total                                             | 52 631 849      | 100             | 225             | 51 967 805       | 100              | 225              | 450          | en stagnation |  |  |  |  |  |
| Abstentions               | Abstentions                                       | 57 429 351      | 52,18           |                 | 57 668 989       | 52,60            |                  |              |               |  |  |  |  |  |
| Inscrits / participation  | Inscrits / participation                          | 110 061 200     | 47,82           | 109 636 794     | 47,40            |                  |                  |              |               |  |  |  |  |  |